# تشارلي ليا
تشارلي ليا (بالإنجليزية: Charlie Lea)‏ هو لاعب كرة قاعدة أمريكي، ولد في 25 ديسمبر 1956 في أورليان في فرنسا، وتوفي في 11 نوفمبر 2011 في كليرفيل في الولايات المتحدة.

## وصلات خارجية
- تشارلي ليا على موقعبيزبول رفرنس.كوم (الدوري الرئيسي) (الإنجليزية)
- تشارلي ليا على موقعبيزبول رفرنس.كوم (الدوري الثانوي) (الإنجليزية)
- تشارلي ليا على موقع مشجعي الرسوم البيانية (الإنجليزية)
- تشارلي ليا على موقع قاعة تينيسي للمشاهير الرياضية (الإنجليزية)